# Tang-e Dārāb-e Rīkā
Tang-e Dārāb-e Rīkā (persiska: تَنگِ دارا, تنگ داراب ریکا) är en ort i Iran.   Den ligger i provinsen Lorestan, i den västra delen av landet, 400 km sydväst om huvudstaden Teheran. Tang-e Dārāb-e Rīkā ligger 1 114 meter över havet och antalet invånare är 448.
Terrängen runt Tang-e Dārāb-e Rīkā är kuperad söderut, men norrut är den platt. Tang-e Dārāb-e Rīkā ligger nere i en dal.Runt Tang-e Dārāb-e Rīkā är det ganska tätbefolkat, med 52 invånare per kvadratkilometer. Närmaste större samhälle är Kūhdasht, 14,4 km nordväst om Tang-e Dārāb-e Rīkā. Omgivningarna runt Tang-e Dārāb-e Rīkā är i huvudsak ett öppet busklandskap.